# Gare de Magenta
Pour les articles homonymes, voir Magenta.
Ne doit pas être confondue avec la gare de Magenta en Lombardie.
La gare de Magenta, (nommée Magenta - Gare du Nord sur le plan officiel du RER E) est une gare ferroviaire française de la ligne E (« Éole ») du réseau express régional d'Île-de-France (RER) ; elle est située à l'est de la gare du Nord, dans le 10e arrondissement de Paris. À l'origine du projet, cette gare aurait dû porter le nom de gare Nord-Est (en rapport avec la correspondance possible entre les gares du Nord et de l'Est).

## Situation ferroviaire
La gare de Magenta possède quatre voies portant les numéros 51, 52, 53 et 54. Aux heures creuses, les voies 51 et 53 voient s'arrêter les trains en direction Chelles - Gournay et de Villiers-sur-Marne tandis que les voies 52 et 54 sont utilisées par les trains en direction de Nanterre - La Folie.[réf. nécessaire]

## Histoire
La gare, qui aurait dû porter le nom de gare Nord-Est, est inaugurée par le Premier ministre Lionel Jospin le lundi 12 juillet 1999, avant l'ouverture au public de la ligne E du RER, ayant lieu le mercredi 14 juillet 1999.
Son appellation vient de sa proximité avec le boulevard de Magenta.
En 2023, la SNCF estime la fréquentation annuelle de la gare à 35 160 793 voyageurs.

## Technique

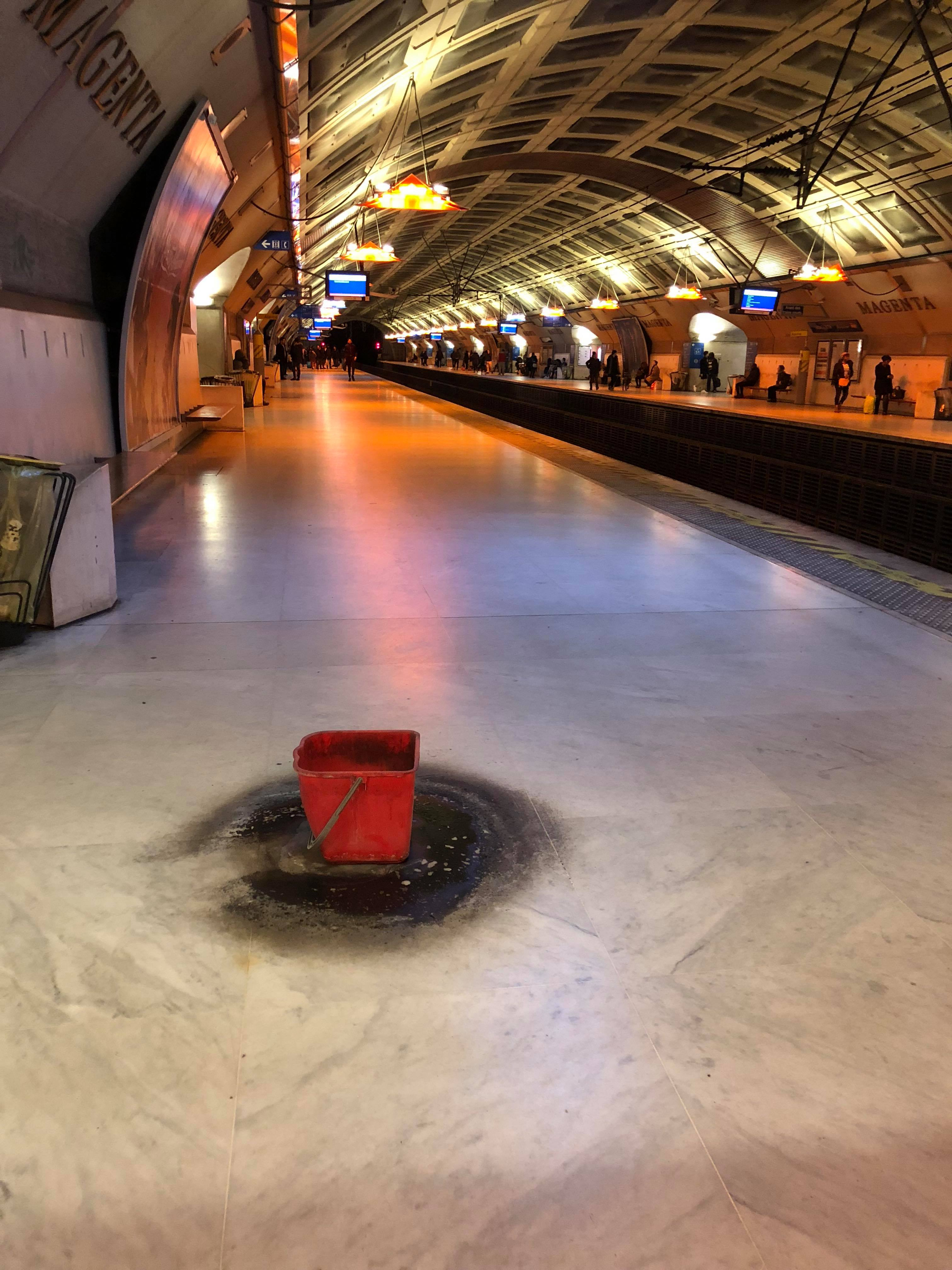
Seau recueillant les infiltrations du plafond sur un quai de la gare en mars 2018.

La gare a été construite à 30 m de profondeur, sous les fondations du bâti ancien existant. Large, spacieuse, très haute de plafond, la gare de Magenta change complètement des gares et stations de métro habituelles. Ses couloirs supérieurs d'accès sont un mélange de béton brut poli et de bois exotique. Le bâtiment comprend neuf niveaux de sous-sols et un rez-de-chaussée. Le neuvième niveau est utilisé par la SNCF.
Les vastes volumes de la gare ainsi que la ventilation du tunnel ont nécessité la création de puits d'aération au sein de l'îlot d'immeubles bâti en surface : ainsi au no 174, rue du Faubourg-Saint-Denis se situe un faux immeuble, la façade aux fenêtres en trompe-l'œil cachant un conduit de ventilation de la gare souterraine. Dans la même rue, le no 162 bis, à l'angle de la rue La Fayette, dissimule un vaste conduit de ventilation émergeant derrière l'immeuble édifié sur la rue.
La gare, construite à proximité de nappes phréatiques, subit depuis son ouverture des fuites qui contraignent la SNCF à disposer des seaux, boîtes et poubelles en plastique afin d'éviter des flaques d'eau sur les quais.[réf. nécessaire]

## Service des voyageurs

### Accueil

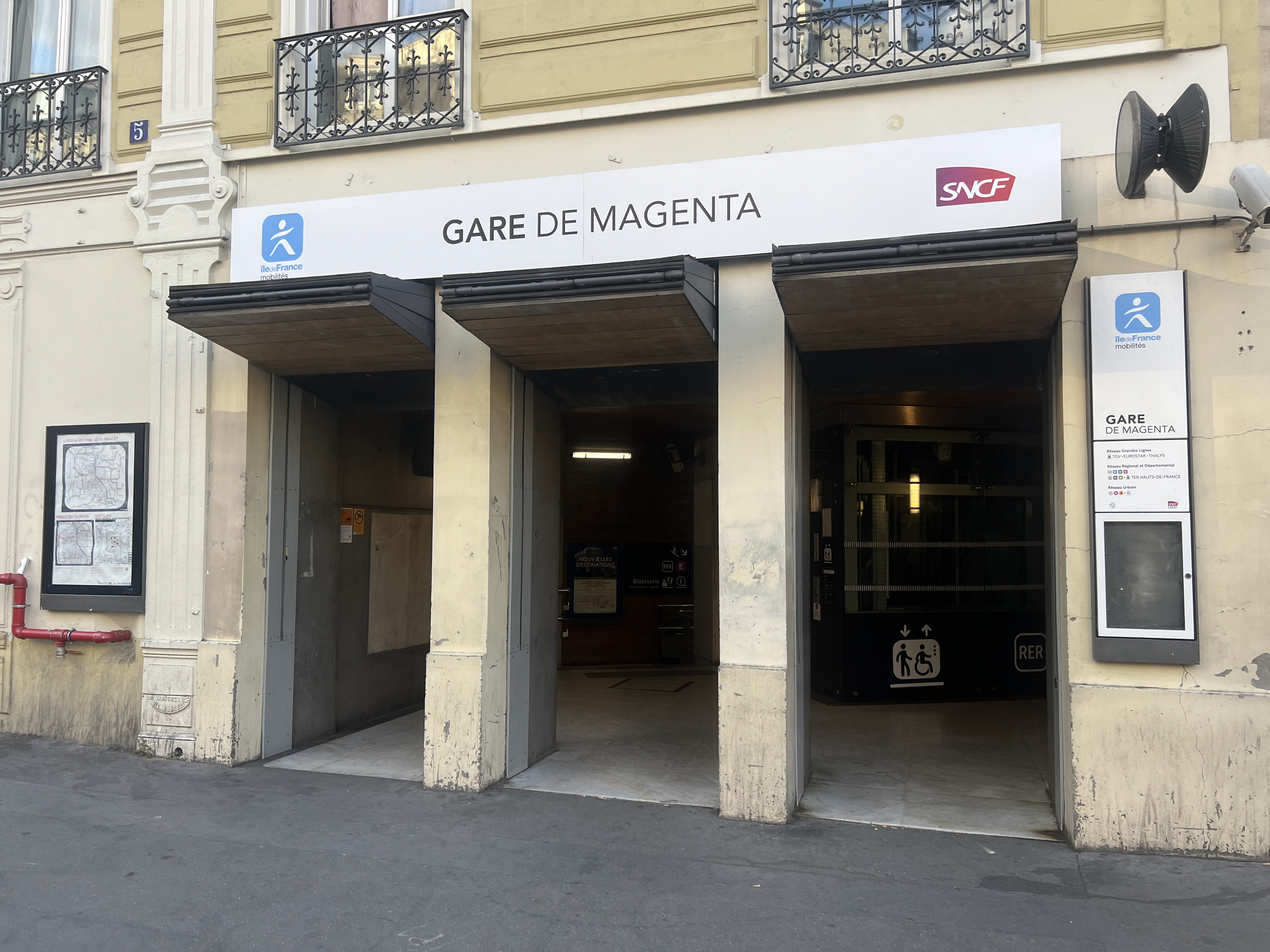
Entrée au niveau de la rue La Fayette.

La gare de Magenta est directement en correspondance avec la gare du Nord, deux des trois sorties débouchant dans cette gare. La troisième sortie se situe au 5-7 de la rue de l'aqueduc, face à la rue d'Alsace qui est le principal itinéraire piétonnier entre les gares de l'Est et du Nord.

### Desserte
La gare de Magenta est desservie à raison (par sens) de 10 trains par heure aux heures creuses, de 16 trains par heure aux heures de pointe, hors soirée,. Elle joue le rôle de terminus de certains trains aux heures de pointe (missions MONY).

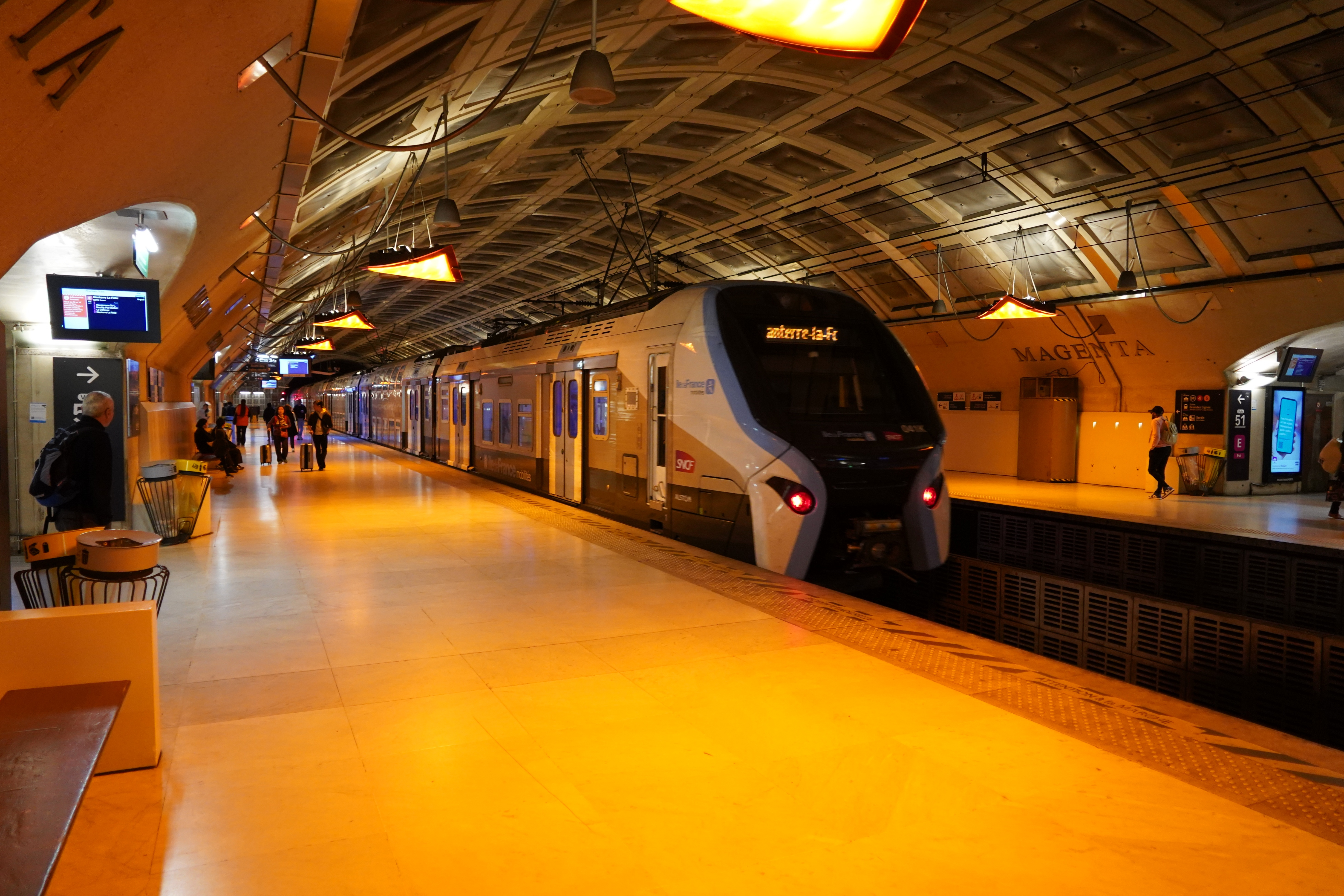
Départ d'une UM2 de Z 58000 de la voie 52.
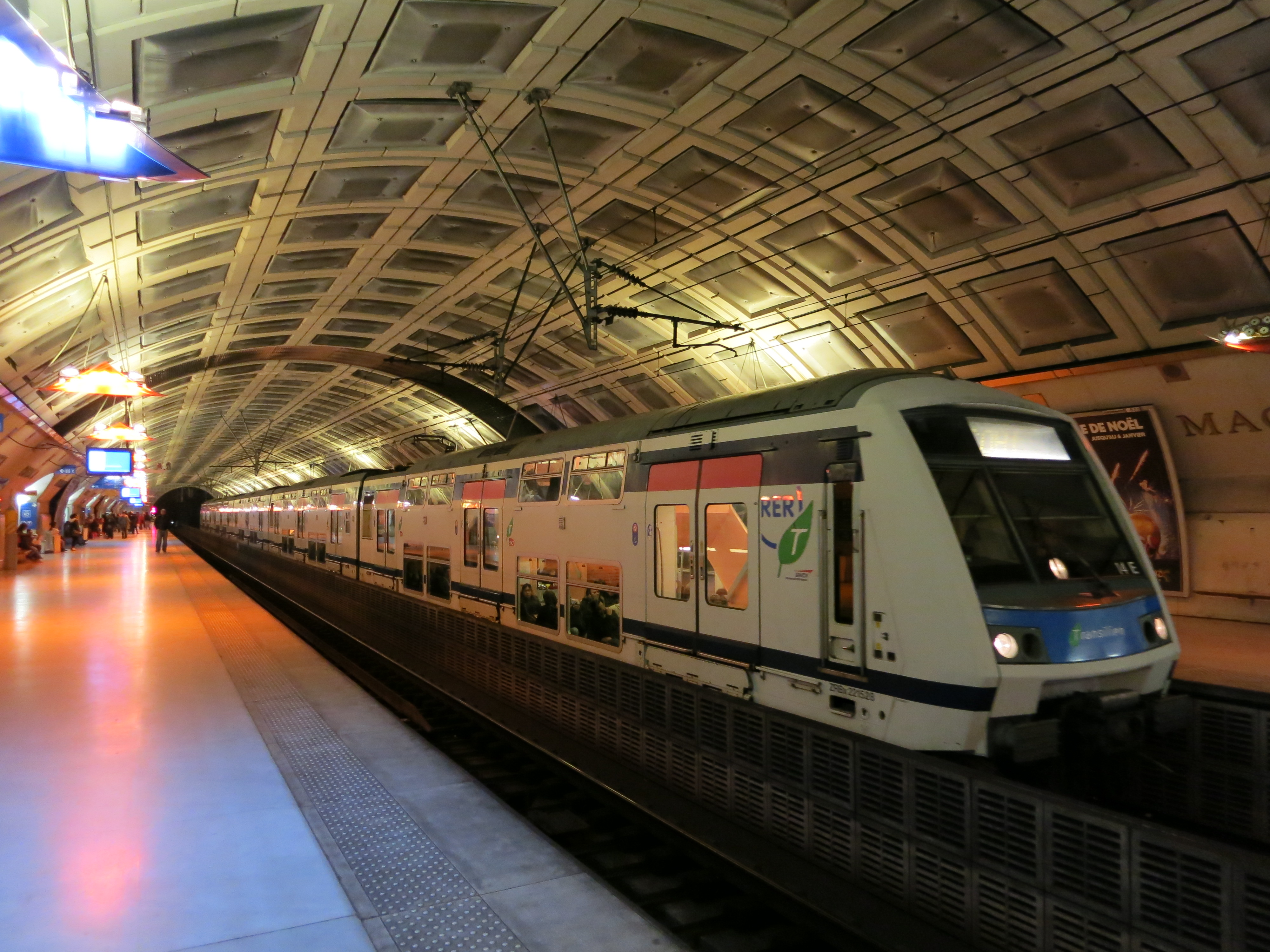
Rame Z 22500 à quai.

## Projet de prolongement du couloir de correspondance
Il est envisagé de prolonger le couloir de correspondance de Château-Landon pour relier la gare du Nord, la gare de Magenta et la gare de l'Est. En attendant, il est possible de rejoindre la gare de l'Est depuis Magenta via la rue d'Alsace.